# Late Registration
Late Registration — второй студийный альбом американского рэпера Канье Уэста, выпущенный 30 августа 2005 года. Запись альбома проводилась в течение года на различных студиях в Нью-Йорке и Голливуде. Во время записи Уэст сотрудничал с продюсером Джоном Брайоном. В записи альбома приняли участие Jay-Z, Lupe Fiasco, Jamie Foxx, Nas, Brandy и Адам Левин из группы Maroon 5.
Альбом дебютировал на первой строке Billboard 200, продавшись в первую неделю количеством 860 000 копий. Всего в США было продано 3 миллиона копий. Из альбома было выпущено 5 синглов, которые попали в чарты. После выпуска альбом Late Registration получил признание большинства музыкальных критиков и позволил получить Уэсту несколько наград, среди которых премия «Грэмми» за «Лучший рэп-альбом». Журнал Rolling Stone, назвавший Late Registration лучшим альбомом 2005 года, расположил альбом на 40-м месте в списке лучших альбомов 2000-х.

## Запись
Уэст потратил около двух миллионов долларов США на создание Late Registration. Большинство сессий записи альбома проходили в Sony Music Studios в Нью-Йорке и Record Plant в Калифорнии. К ноябрю 2004 года Уэст завершил около 75 процентов альбома. Репер был недоволен результатом работы, что привело к тому, что в марте 2005 года к работе присоединился Джон Брайон. Данное решение очень сильно поменяла проект
Сессии записи альбома были по большей части исследовательскими. Дуэт  экспериментировал с широким спектром музыки. Уэст создавал базовую структуру песни, записвыая сэмплы, программирование барабанного ритма и иногда незаконченные рэп-куплеты. После обдумывания музыкального направления он выбирал из множества уникальных инструментов, которые Брайон предоставил и на которых играл, включая барабаны и струнные. Уэст представлял себе запись как создание фильма визуализируя песни как сцены, обрисовывая каждую таким образом, чтобы они эффективно передавали свой соответствующий социальный или интроспективный контекст, и обеспечивая синхронизацию всех в рамках ткани полного сета.  Это мнение разделяет и Брайон, который сказал об репере : "Он мыслит в частотных диапазонах. Я могу распознать, когда кто-то видит музыку архитектурно, так я и работаю. Я вижу её как пространственную вещь: слева направо, спереди назад, сверху вниз. Она анимированна, движется в реальном времени. У Канье это есть. Он пробует вещи, пока они не подходят, пока они не оказываются там, где им положено быть, и все не имеет правильную эмоциональную функцию"
Для Late Registration Уэст также сотрудничал с приглашёнными артистами, которые оказали на него впечатление. Он привёл в пример спокойный вокал вокалиста поп -рок- группы Maroon 5 Адама Левина , голос Брэнди Норвуд , рэп-мастерство Jay-Z и лирики Пола Уолла

## Музыка и продюсирование
Музыка на Late Registration сочетает в себе привычный хип-хоп-продакшн Канье Уэста с оркестровкой Брайона,сочетает поп-музыку, R&B, соул, и G-фанк.Благодаря присутствию Брайона, который дирижировал оркестром из 20 музыкантов и играл на инструментах, выбранных Уэстом, альбом в значительной степени оркестровый по своей природе, включающий струнные аранжировки, барабаны,  госпел- хоры, гитары, фортепиано. Брайон также включил аутентичные инструменты, такие как челеста, Чемберлин, клавесин, китайские колокола и беримбау .
В статье о Late Registration Серена Ким из журнала Vibe отметила, как Уэст использует нетрадиционные стили и внезапные музыкальные сдвиги в структурах песен , проводя сравнения с экспериментальной эрой группы The Beatles. Ким заметила сильную разницу между альбомом и предыдущей работой Уэста, заявив: «Уэст амбициозно пытается отойти от уличной чувствительности Dropout , придав Late Registration блестящий, квази -альтернативный попсовый финиш». Обозреватель Rolling Stone Роб Шеффилд согласился с этим мнением, проанализировав, что Уэст «утверждает, что весь мир музыки — это территория хип-хопа», приняв «безумное стремление взорвать каждое клише об идентичности хип-хопа». Альбом был описан как произведение поп-рэпа Калебом Воссеном из Dallas Observer. 
Первый полноценный трек на Late Registration, Heard 'Em Say, демонстрирует каскадную фортепианную мелодию, используя сэмпл песни "Someone That I Used To Love", в исполнении Натали Коул , украшенную битами, бас-синтезатором и короткими переборами акустической гитары .Touch the Sky является единственной песней в альбоме, не спродюсированной Уэстом. Продюсированием  занимался коллега Канье на лейбле Roc-A-Fella - Just Blaze, использкющий замедленный сэмпл песни Move On Up Кёртиса Мэйфилда. Продюсерский подход Уэста упрощается для "Drive Slow", песни, которая содержит зацикленный сэмпл альт-саксофона из трека Wildflower группы Skylark.Песня резко начинает замедляться к концу песни. Сэмпл из песни Home Is Where The Hatred Is Гила Скотта-Херона на следующем треке альбома, My Way Home, звучит так же замедленно.Bring Me Down содержит больше всего оркестровки, чем любой другой трек на Late Registration, включая струнные аранжировки, скрипки и виолончель. Структура Addiction содержит синтезаторы, конги, струнные и сэмплы My Funny Valentine Этты Джеймс. Diamonds from Sierra Leone построена вокруг сэмпла песни Ширли Бэсси для фильма о Джеймсе Бонде 1971 года «Бриллианты навсегда».Самый длинный трек Late Registration, семиминутный We Major, представляет собой яркий трек,полностью наполненный богатыми инструментами, включающий басовую линию, глиссандо электропианино и духовые инструменты.Мелодия песни Hey mama строится на зацикленном вокальном сэмпле из песни Today Won't Come Again Донала Лиса, а её бит содержит барабаны в стиле Tin Pan Alley . Кроме того, в песне присутствует обработанный вокодером бэк-вокал, соло на ксилофоне и каскадное синтезаторное завершение.Celebration - это песня в кинематографическом стиле, включающая в себя играющий оркестр из 20 человек и содержащая сэмпл Heavenly Dream группы KayGees. Обозреватель The Guardian описал песню как пробуждающую «роскошный психоделический дух 1970-х годов Rotary Connection».Некоторые из наиболее сложных оркестровых аранжировок, выраженных в альбоме, содержатся в его последнем официальном треке  Gone.  Композиция начинается с вокального сэмпла It's Too Late Отиса Реддинга, который развивается в двухаккордовое фортепианное остинато , за которым следует упрощённый фанк- бит. По мере развития песни её структура постепенно трансформируется и приобретает растущую музыкальность. Позже композиция добавляет струнную аранжировку из десяти скрипачей, четырёх альтистов и четырёх виолончелистов, которая изначально звучит короткими стаккато- всплесками и действует как контрапункт подъёму и падению голоса Уэста. После третьего куплета песня переходит в инструментальный пассаж

## Список композиций

### CD
Все тексты написаны Канье Уэстом.
| №   | Название                                                  | Продюсер(ы)                                | Длительность |
| --- | --------------------------------------------------------- | ------------------------------------------ | ------------ |
| 1.  | «Wake Up Mr. West»                                        | Канье Уэст                                 | 0:41         |
| 2.  | «Heard ’Em Say» (совместно с Адамом Левином из Maroon 5)  | Канье Уэст, Джон Брайон*                   | 3:23         |
| 3.  | «Touch the Sky» (совместно с Lupe Fiasco)                 | Just Blaze                                 | 3:57         |
| 4.  | «Gold Digger» (совместно с Jamie Foxx)                    | Канье Уэст, Джон Брайон*                   | 3:28         |
| 5.  | «Skit #1»                                                 |                                            | 0:33         |
| 6.  | «Drive Slow» (совместно с Paul Wall и GLC)                | Канье Уэст                                 | 4:32         |
| 7.  | «My Way Home» (совместно с Common)                        | Канье Уэст                                 | 1:43         |
| 8.  | «Crack Music» (совместно с The Game)                      | Канье Уэст, Джон Брайон*                   | 4:31         |
| 9.  | «Roses»                                                   | Канье Уэст, Джон Брайон*                   | 4:05         |
| 10. | «Bring Me Down» (совместно с Brandy)                      | Канье Уэст, Джон Брайон*                   | 3:18         |
| 11. | «Addiction»                                               | Канье Уэст, Джон Брайон*                   | 4:27         |
| 12. | «Skit #2»                                                 |                                            | 0:31         |
| 13. | «Diamonds from Sierra Leone» (ремикс) (совместно с Jay-Z) | Канье Уэст, Джон Брайон*, Дево Спрингстин* | 3:53         |
| 14. | «We Major» (совместно с Nas и Really Doe)                 | Канье Уэст, Джон Брайон*, Уоррин Кэмпбелл* | 7:28         |
| 15. | «Skit #3»                                                 |                                            | 0:24         |
| 16. | «Hey Mama»                                                | Канье Уэст, Джон Брайон*                   | 5:05         |
| 17. | «Celebration»                                             | Канье Уэст, Джон Брайон*                   | 3:18         |
| 18. | «Skit #4»                                                 |                                            | 1:18         |
| 19. | «Gone» (совместно с Cam’ron и Consequence)                | Kanye West                                 | 6:02         |
| 20. | «Diamonds from Sierra Leone» (бонусный трек)              | Канье Уэст, Джон Брайон*, Дево Спрингстин* | 3:58         |
| 21. | «Late» (скрытый трек)                                     | Канье Уэст                                 | 3:50         |

| №   | Название                                                                     | Продюсер(ы) | Длительность |
| --- | ---------------------------------------------------------------------------- | ----------- | ------------ |
| 21. | «We Can Make It Better» (совместно с Common, Q-Tip, Talib Kweli и Rhymefest) | Канье Уэст  | 3:52         |
| 22. | «Late» (скрытый трек)                                                        | Канье Уэст  | 3:50         |

| №   | Название                                                                     | Продюсер(ы) | Длительность |
| --- | ---------------------------------------------------------------------------- | ----------- | ------------ |
| 22. | «Back to Basics» (совместно с Common)                                        | Канье Уэст  | 1:39         |
| 23. | «We Can Make It Better» (совместно с Common, Q-Tip, Talib Kweli и Rhymefest) | Канье Уэст  | 3:52         |

(*) — сопродюсер

### Виниловое LP-издание
| №  | Название           | Длительность |
| -- | ------------------ | ------------ |
| 1. | «Wake Up Mr. West» |              |
| 2. | «Heard 'Em Say»    |              |
| 3. | «Touch the Sky»    |              |
| 4. | «Gold Digger»      |              |
| 5. | «Skit #1»          |              |
| 6. | «Drive Slow»       |              |

| №   | Название        | Длительность |
| --- | --------------- | ------------ |
| 7.  | «My Way Home»   |              |
| 8.  | «Crack Music»   |              |
| 9.  | «Roses»         |              |
| 10. | «Bring Me Down» |              |

| №   | Название                             | Длительность |
| --- | ------------------------------------ | ------------ |
| 11. | «Addiction»                          |              |
| 12. | «Skit #2»                            |              |
| 13. | «Diamonds from Sierra Leone» (Remix) |              |
| 14. | «We Major»                           |              |

| №   | Название      | Длительность |
| --- | ------------- | ------------ |
| 15. | «Skit #3»     |              |
| 16. | «Hey Mama»    |              |
| 17. | «Celebration» |              |
| 18. | «Skit #4»     |              |
| 19. | «Gone»        |              |

## Позиции в чартах
| Чарт (2005)                         | Позиция |
| ----------------------------------- | ------- |
| Australian Albums Chart             | 14      |
| Austrian Albums Chart               | 53      |
| Belgian Albums Chart                | 43      |
| Canadian Albums Chart               | 1       |
| Danish Albums Chart                 | 11      |
| Dutch Albums Chart                  | 24      |
| European Top 100 Albums             | 6       |
| Finnish Albums Chart                | 18      |
| French Albums Chart                 | 36      |
| German Albums Chart                 | 14      |
| Irish Albums Chart                  | 2       |
| Italian Albums Chart                | 65      |
| New Zealand Albums Chart            | 11      |
| Norwegian Albums Chart              | 4       |
| Swedish Albums Chart                | 11      |
| Swiss Albums Chart                  | 9       |
| UK Albums Chart                     | 2       |
| US Billboard 200                    | 1       |
| US Billboard Top Pop Catalog Albums | 6       |
| US Billboard Top R&B/Hip-Hop Albums | 1       |
| US Billboard Top Rap Albums         | 1       |